# Charles G. Dawes
Charles Gates Dawes (ngày 27 tháng 8 năm 1865 – ngày 23 tháng 4 năm 1951) là một nhân viên ngân hàng, nhà ngoại giao, và chính trị gia đảng Cộng hòa, từng là Phó Tổng thống thứ 30 của Hoa Kỳ từ năm 1925 vào năm 1929.